# Serraca conspicuata
Serraca conspicuata är en fjärilsart som beskrevs av Edward Alfred Cockayne 1942. Serraca conspicuata ingår i släktet Serraca och familjen mätare. Inga underarter finns listade i Catalogue of Life.